# سیارک ۱۰۱۹۹

تصویر سیارک ۱۰۱۹۹

سیارک ۱۰۱۹۹ (به انگلیسی: 10199 Chariklo، نامگذاری:1997CU26) ده هزار و صد و نود و نهمین سیارک کشف شده‌است که در ۱۵ فوریه ۱۹۹۷ کشف شد.
قدر مطلق سیارک برابر ۶٫۴۰ است.